# Raumland
Raumland is een plaats in de Duitse gemeente Bad Berleburg, deelstaat Noordrijn-Westfalen, en telt 1430 inwoners (2007).